# Саурово (Псковская область)
Саурово — деревня в Красногородском районе Псковской области России. Входит в состав Красногородской волости.

## География
Расположена в центральной части района, в 3 км к востоку от районного центра, посёлка городского типа Красногородск.

## Население
| 2001 | 2002 | 2010 |
| ---- | ---- | ---- |
| 416  | ↗444 | ↘424 |

Численность население деревни по оценке на начало 2001 года составляла 416 жителей.